# Маяк (Новгородская область)
Маяк — деревня в Любытинском муниципальном районе Новгородской области, входит в Неболчское сельское поселение.

## История
В 1964 г. Указом Президиума ВС РСФСР деревня Задушенье переименована в Маяк.

## Население
| 2010 |
| ---- |
| 7    |